# Quinta Força Aérea
A Quinta Força Aérea é uma força aérea numerada dos Estados Unidos. O seu quartel-general situa-se na Base aérea de Yokota, no Japão. A organização tem providenciado, ao longo de 70 anos, um poderio aéreo contínuo no pacífico desde o seu estabelecimento em Setembro de 1941. É a força aérea numerada mais antiga em uso contínuo dos Estados Unidos.